# Václav Křeček

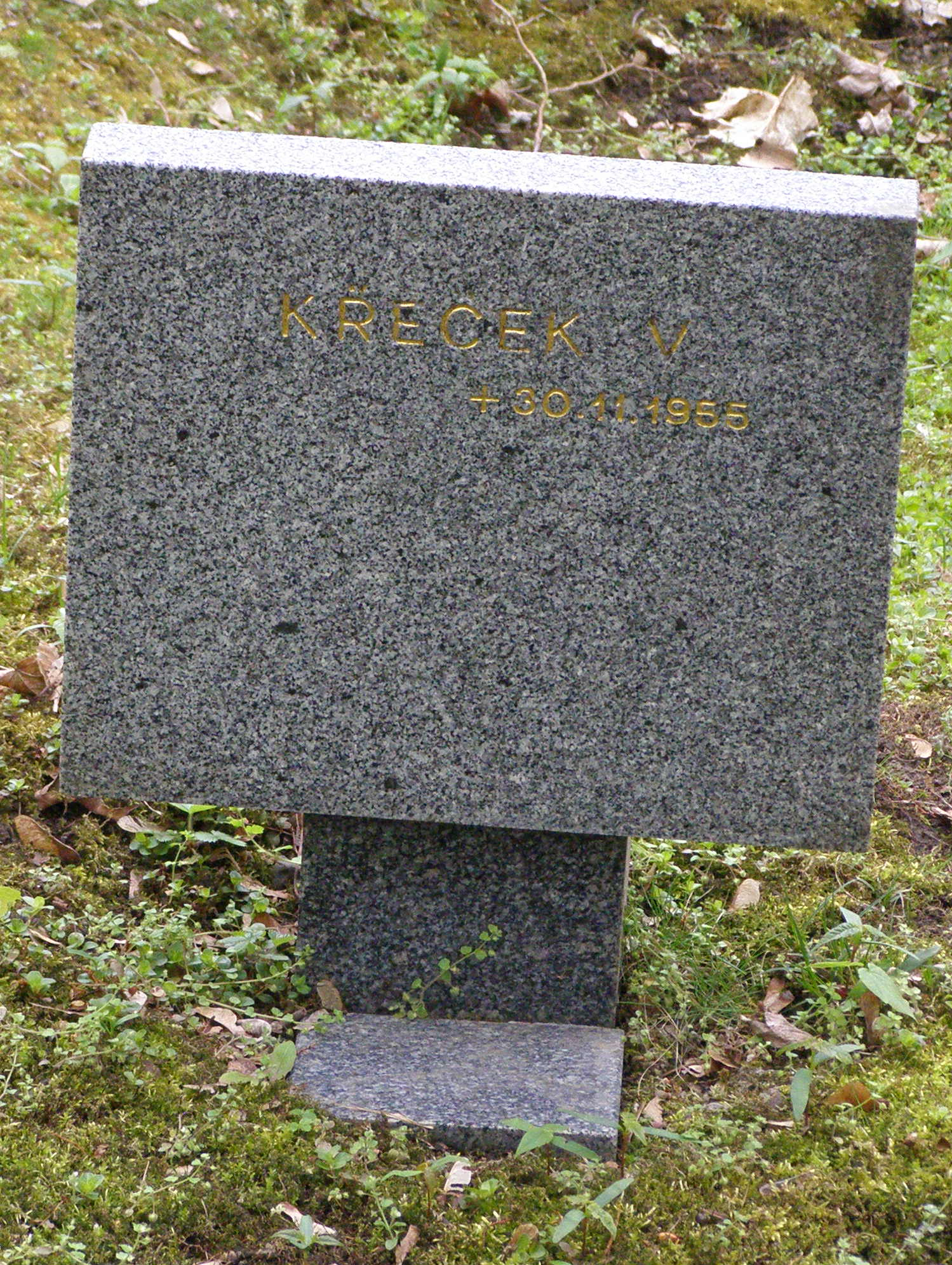
Symbolický hrob na Čestném pohřebišti popravených a umučených z padesátých let – třetí odboj v pražských Ďáblicích

Václav Křeček (20. září 1900 Hrbov – 30. listopadu 1955 Věznice Pankrác) byl český sedlák odsouzený komunistickým režimem k trestu odnětí svobody. Během svého věznění ve věznici zemřel.

## Životopis
Narodil se v roce 1900 v Hrbově do rodině sedláka Tomáše, který byl dříve zároveň starostou obce. Václav Křeček v roce 1930 převzal statek po svém otci. Vícekrát byl také zvolen zastupitelem obce a po konci druhé světové války se stal v roce 1945 členem Místního národního výboru. Se svou ženou Ludmilou měl tři děti, jednu dceru a dva syny, Ludvíka a Václava.

### Po únoru 1948
Po komunistickém převratu v roce 1948 byl v obci, podobně jako v řadě jiných, problém s vytvořením JZD. Křečkovi nebylo umožněno do družstva vstoupit a vzhledem k tomu, že komunistický režim nastavoval pro soukromé zemědělce, kteří nebyli členy JZD, nesplnitelné podmínky na produkci různých zemědělských plodin, byl v září 1955 spolu se svou ženou zatčen a vzat do vazby kvůli podezření ze spáchání trestného činu ohrožení jednotného hospodářského plánu. Již předtím mu byla v roce 1954 udělena pokuta ve výši 10 000 Kčs. V říjnu 1955 byl odsouzen k trestu odnětí svobody v délce 18 měsíců a k pokutě ve výši 1 500 Kčs. Křeček měl ovšem tou dobou zdravotní problémy s žaludkem, kvůli kterým na konci listopadu 1955 podstoupil operaci. Po ní však prodělal zápal plic, kterému podlehl 30. listopadu 1955. Pohřben byl do hromadného hrobu na Ďáblickém hřbitově.